# Special Purpose Individual Weapon

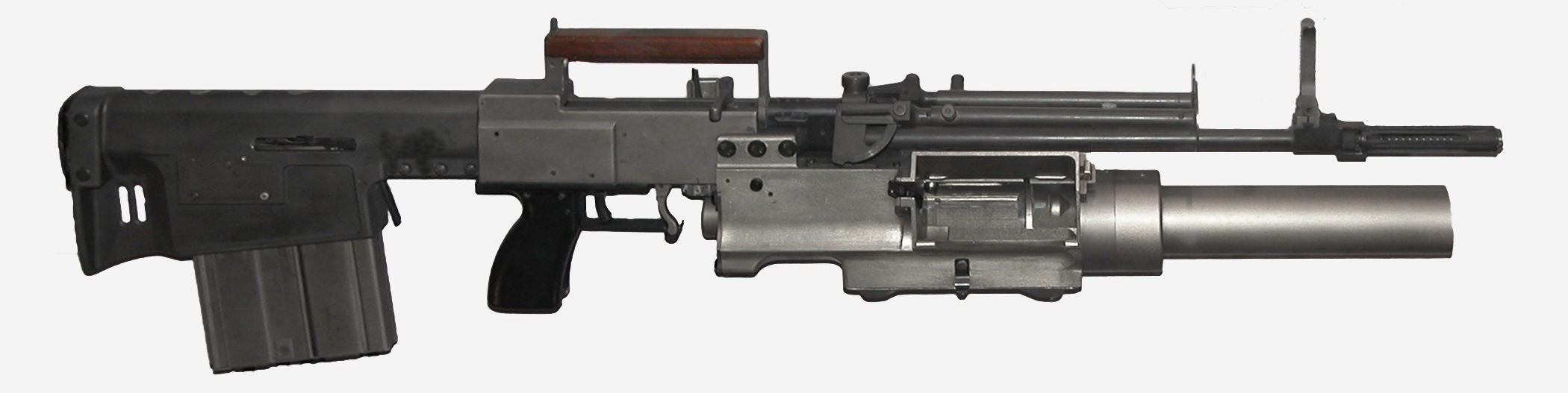
SPIW-Prototyp von Springfield Armory (circa 1964)

Das Special Purpose Individual Weapon-Programm (kurz SPIW) war ein lang laufendes US-Armee-Projekt zur Entwicklung eines Gewehrs, welches pfeilförmige Geschosse – sogenannte Flechets – verschießen sollte. Im Rahmen des SPIW-Projektes wurden auch andere und erweiterte Konzepte verfolgt. Das SPIW setzte sich im Future Rifle-Projekt fort und mündete im Advanced Combat Rifle-Programm. Keines der Projekte war am Ende erfolgversprechend genug, um das etablierte M16-Sturmgewehr oder seine Derivate zu ersetzen.

## Projekt SALVO
Im Projekt SALVO wurde die Idee der Flechet-Waffe konkretisiert. Im Rahmen des SALVO wurde definiert, dass eine Waffe mit hoher Kadenz wesentlich effektiver sei, als Waffen mit größeren Kalibern wie sie in den 1950er-Jahren entwickelt wurden. So wurden verschiedene Konzepte verfolgt, die unterschiedlichen Prinzipien folgten: Zum einen wurde an Waffen geforscht, die zwei Geschosse mit einer Ladung abfeuern konnten, zum anderen wurde mit mehreren Läufen experimentiert wie beispielsweise durch Springfield Armory oder Olin/Winchester.
Noch vor den SALVO-Tests hatte Irwin Barr von der AAI Corporation Pfeilgeschosspatronen mit einem und mehreren „Pfeilen“ entwickelt. Die US Navy war interessiert an dem Konzept und unterstützte die Entwicklung über das Office of Naval Research, was zu einer Schrotflinte mit 32 Pfeilgeschossen führte. Auch die US Army beteiligte sich später an der Finanzierung und so wurde AAI zu SALVO eingeladen. Bei den SALVO-Tests wurde festgestellt, dass die leichten Pfeile einen Standard-Stahlhelm auf 500 Yards (460 m) durchschlagen konnten, aber die Streuung der Pfeile zu groß für eine sinnvolle Verwendung war.
Die Weiterentwicklung erfolgte durch Anpassung eines Winchester Model 70-Gewehrs mit der XM110 5,6 × 53 mm-Patrone, die einen einzelnen Pfeil verschießen konnte. Das Ergebnis war eine Waffe, mit etwas weniger Genauigkeit als die 7,62×51-mm-Patrone aber mit der gleichen Durchschlagskraft und einer extrem flachen Flugbahn, die bis 400 Yards (370 m) ohne Überhöhung abgefeuerte werden konnte. Durch das geringe Gewicht und die Tatsache, dass die Waffe im Vergleich zum gängigen 5,56×45-mm-Kaliber fast keinen Rückstoß hatte, schien eine Waffe mit extrem hoher Kadenz möglich.
Als 1951 das SALVO-Projekt gestartet wurde, nahm man an, dass eine große Anzahl abgefeuerter Projektile die Trefferwahrscheinlichkeit erhöhen würde, da im Zweiten Weltkrieg ein Infanterist mit einem Gewehr auf 300 Meter mehrere tausend Schuss für einen Treffer abgab. Da bei SALVO hauptsächlich Studien zu Waffen und Munition durchgeführt wurden und keine direkte Entwicklung angestoßen wurde, verlief die Entwicklung teilweise unkoordiniert. Festgestellt wurde aber, das Hochgeschwindigkeitsgeschosse mit kleinerem Kaliber, die gleiche oder größere Letalität als 7,62 mm bei gleichzeitig geringerem Gewicht hatten. Auch wurde erforscht, dass vollautomatisches Feuern die Trefferwahrscheinlichkeit nicht erhöht und dass Flechets zu ungenau waren.
Da die Armee bis zu diesem Zeitpunkt nur an vollautomatischen Waffen forschte, schlug Barr eine mehrläufige Waffe vor und so wurden mehrere Prototypen gebaut, um das Konzept zu testen. Beim Test 1961 kam heraus, dass die Kadenz durch das geringe Pfeilgewicht bis zu 2300 Schuss pro Minute betrug und dass aus einer Waffe, die mit 60 Schuss geladen und nur 1,6 Kilogramm wog. Entsprechend dieser Angaben war die Armee sehr interessiert an der Waffe, doch wurde SALVO zugunsten der Einführung des AR-15, dem Vorläufer des M16, eingestellt.

## Projekt NIBLICK
In der Zwischenzeit arbeitet das Operations Research Office der US Army am NIBLICK-Projekt mit dem Ziel einen modernen Granatwerfer zu entwickeln. Die Ausrichtung lag hier an der Verwendung von Patronen ähnlich von Schrotflinten, die Flechets verschießen sollte, in Kombination mit einem Unterlauf-Granatwerfer. Dies führte zum eigentlichen SPIW. Die endgültige Spezifikation führte zu Waffen, die Pfeile aus dem Lauf und Granaten aus dem unter dem Lauf angebrachten Granatwerfer verschießen sollte. Das Gewicht sollte mit drei Granaten und 60 Pfeilgeschossen unter 4,5 kg liegen.
Vier Unternehmen reagierten auf die Ausschreibung: AAI, Springfield Armory, Winchester und Harrington & Richardson (H & R). AAI arbeitete weiterhin mit der ursprünglichen XM110-Patrone, während Springfield und Winchester eine neue XM144-Patrone im Kaliber 5,6 × 44 mm verwendeten.
Der H & R Entwurf war am weitesten fortgeschritten und verwendete einen Pfeil mit eigenen Kassettendesign (XM144), bei dem der Pfeil zwischen drei Treibspiegeln (Sabot) in einer dreieckigen Kunststoffpatrone platziert wurde. Nach dem Abfeuern fielen die Sabotteile ab und der Pfeil flog weiter. Im Gegensatz zum Gewicht der Pfeile war die Waffe mit 11 kg sehr schwer und so schied sie aus dem Wettbewerb aus.
Winchester verwendete ein Konzept eines „weichen Rückstoßladers“, bei dem die Energie des Rückstoßes durch eine Feder absorbiert werden sollte. Die Idee war, drei Schuss abzugeben, bevor die Feder komplett zusammengedrückt wurde, wodurch bis zum Ende des Feuerstoßes, nur ein geringer Rückstoß spürbar sein sollte. Damit sollte die Genauigkeit im Feuerstoß drastisch erhöht werden. Das System kam nie zu Funktionsreife und wurde fallen gelassen, allerdings wurde der Granatwerferteil weiterentwickelt.
Der Springfield-Entwurf war sehr interessant aufgebaut, da er zwei 30-Schuss-Magazine Rücken-an-Rücken an einer Bullpup-Waffe unterbrachte. Allerdings hob der massive Magazin-Granatwerfer das Gewicht bis auf 6,4 kg und eine Gewichtsreduzierung schien unwahrscheinlich.
Seltsamerweise war das Design der AAI technisch am weitesten fortgeschritten. Der Flechetteil war etwas schwer, erreichte aber eine Kadenz von 2400 Schuss pro Minute. Der Granatwerfer war eine einfache Einzelschussausführung, da die halbautomatische Version zum Test nicht fertig gestellt wurde.
Das Fazit des Tests war, dass keine der Waffen geeignet war, darauf ein Waffensystem zu entwickeln. Der AAI Flechet-Teil und der Winchester-Granatwerfer waren aber interessant für die allgemeine Entwicklung. Das Ergebnis der allgemeinen Prüfung des Flechet-Konzeptes war ernüchternd: Während die Waffen ihre Versprechen der extrem hohen Feuerraten und hervorragenden Penetration einhielten, waren die Patronen in der Produktion extrem teuer und die Pfeile konnten im Flug sogar durch starken Regen leicht abgelenkt werden. Darüber hinaus war der Mündungsknall und das -feuer sehr auffällig, was die Aufklärung des Schützen erleichtert hätte.
Eine zweite Testrunde erfolgte mit dem Springfield-Modell und dem Winchester-Granatwerfer mit einem Einwegmagazin und einem geänderten Layout für die Pfeilgeschossmagazine. Das AAI-Design wurde nun mit ihren halbautomatischen Granatwerfer und einem neuen Schaft-/Visiersystem aus Kunststoff ausgestattet. Weder erwiesen sich die aktualisierten Versionen als sehr zuverlässig noch schafften sie die Gewichtsvorgaben. Im Jahr 1966 wurde das SPIW-Projekt gestoppt und die M16 übernommen.
AAI betrieb weitere Entwicklung auf niedrigem Niveau und gelang es schließlich die Zuverlässigkeit ihrer XM19 dramatisch zu verbessern. Nun offenbarte sich ein weiteres Problem: Der Hitzestau in der Kammer so groß, dass ein Cook off ausgelöst werden konnte. Durch Änderungen in der Armee-Kommandostruktur und die Übernahme des M16 in den allgemeinen Truppendienst verblasste das Interesse am SPIW und das Projekt wurde eingestellt. Ironischerweise wurde der ursprüngliche und einfache AAI-Granatwerfer ein großer Erfolg: Im Jahr 1968 wurde er als M203 Granatwerfer in Kombination zur M16 ausgewählt.

## Future Rifle Program
Im Jahr 1969 begann die US Army mit dem Future Rifle Program. Nachdem Springfield im Jahr 1968 geschlossen worden war, lud die US Army AAI zum Wettbewerb gegen General Electrics „Dual Cycle Rifle“ (DCR), einem Derivat des Springfield-SALVO-Designs, ein. Von anderen Unternehmen – beispielsweise dem französischen VFIW Sturmgewehr – kamen weitere Konstruktionen ebenfalls mit Pfeilgeschossen oder Mikro-Geschossen, aber die Ergebnisse spiegelten die Erkenntnisse der SALVO-Tests der 1950er-Jahre wider. So geriet das Programm unter Beschuss durch den Kongress der Vereinigten Staaten als Geldverschwendung und man war gezwungen das Projekt zurückfahren. Als 1974 die finalen Tests begannen, war das Gewehr von AAI nicht in der Lage mehr als sechs störungsfreie Feuerstöße abzugeben. So wurde auch das Future Rifle Program erfolglos eingestellt.

## Close-Assault-Weapon-System (CAWS)

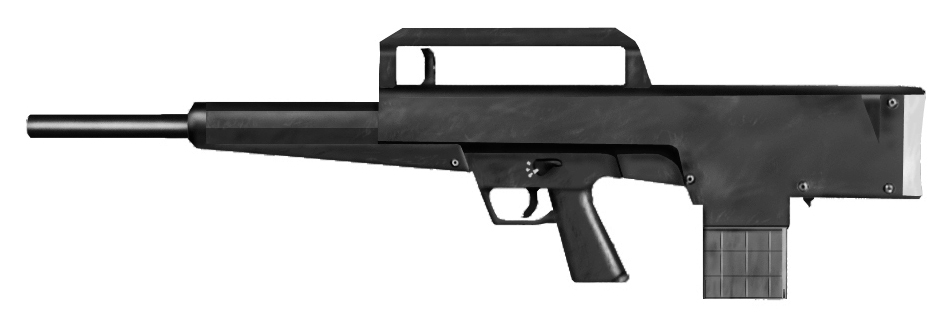
Heckler & Koch CAWS

Anfang der 1980er-Jahre wurde das Konzept der automatischen Schrotflinte wiederbelebt, die gemäß dem SALVO-Projekt eine erhöhte Trefferquote aufweisen sollte. Im Rahmen des Close-Assault-Weapon-Systems wurde eine Reihe von Entwürfen eingegeben, die eine gute Zuverlässigkeit aufwiesen. Heckler & Koch entwickelte dafür die Waffe, während die Munition von Winchester kam. Die Waffe wurde vom US-Militär getestet, das Projekt aber abgebrochen, da das Konzept einer schweren Waffen mit zweifelhafter Effektivität bei Entfernungen über 100 m als nicht zukunftsfähig angesehen wurde.

## Advanced Combat Rifle (ACR)

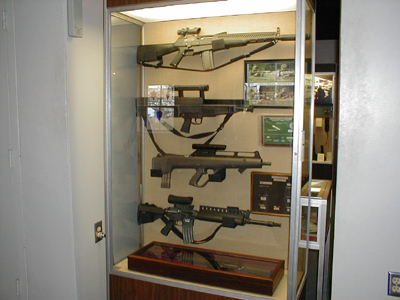
Von oben nach unten: ACR von AAI, HK, Steyr, und Colt

Das Konzept der Flechetmunition wurde zum letzten Mal während der Advanced Combat Rifle (ACR)-Studien in den späten 1980er-Jahren aufgegriffen. Mehrere Entwürfe wurden erprobt, vom relativ einfachen Colt ACR zu den interessanteren Flechet-Entwürfen wie der Steyr ACR. Obwohl das Grundproblem der Munition mit einem Pfeil schließlich gelöst wurde, brachte keine der erprobten Waffen die Verbesserung, die die US-Armee gefordert hatte. Dies bedeutet das Ende für das ACR-Projekt.